# Медовичка вогниста
Медови́чка вогниста (Myzomela wakoloensis) — вид горобцеподібних птахів родини медолюбових (Meliphagidae). Ендемік Індонезії. 

## Підвиди
Виділяють два підвиди:
- M. w. wakoloensis Forbes, HO, 1883 — острів Буру;
- M. w. elisabethae van Oort, 1911 — острів Серам.

## Поширення і екологія
Вогнисті медовички живуть у вологих рівнинних і гірських тропічних лісах та в мангрових лісах.